# مک کوک (تگزاس)
مک کوک (به انگلیسی: McCook) یک منطقهٔ مسکونی در ایالات متحده آمریکا است که در شهرستان ایدالگو، تگزاس واقع شده است. مک کوک ۹۲٫۹۷ متر بالاتر از سطح دریا قرار دارد.